# Christoph Ludwig Agricola
Christoph Ludwig Agricola (n. 5 noiembrie 1667, Regensburg, Sfântul Imperiu Roman – d. 8 august 1719, Regensburg, Sfântul Imperiu Roman) a fost un pictor și grafician german. 
A călătorit mult în Anglia, Olanda, Franța, specializându-se în așa-zisul „peisaj eroic“, sub influența lui Nicolas Poussin, G. Dughet și Claude Lorrain. Lucrările sale sunt caracterizate de viguroase efecte de lumină, de o atmosferă romantică potențată de ruine și elemente de stafaj oriental (Peisaj cu piatră de moară, Dresda, Autoportret, Braunschweig).